# Europa Verde
Europa Verde – Verdi (kurz Verdi oder EV; deutsch Grünes Europa – Grüne) ist eine am 10. Juli 2021 gegründete grüne Partei in Italien. Sie entstand aus der seit 1990 bestehenden Partei Federazione dei Verdi unter Mitwirkung von Umweltverbänden.

## Geschichte

### Europawahl 2019
Nachdem die Federazione dei Verdi ursprünglich beabsichtigt hatte, bei der Europawahl 2019 gemeinsam mit der Bewegung Italia in Comune von Federico Pizzarotti zu kandidieren, diese aber letztlich mit Più Europa antraten, schlossen sie mit der von Giuseppe Civati gegründeten linken Kleinpartei Possibile das Bündnis Europa Verde. Ebenfalls auf dieser Liste kandidierten Green Italia und die Grünen aus Südtirol. Das Bündnis erzielte bei der Wahl 2,32 % der Stimmen und scheiterte damit an der 4%-Klausel.

### Regionalwahlen 2020
2020 kandidierte Europa Verde bei den Regionalwahlen in der Emilia-Romagna, Toskana, in Venetien, Apulien, Kampanien, Ligurien, den Marken und Aosta. Das Bündnis stellt seitdem sechs der italienweit 897 Abgeordneten in Regionalräten. In mehreren Regionen wurden Mitte-links-Politiker des PD mit Unterstützung der Grünen zu Regionalpräsidenten gewählt, beispielsweise Eugenio Giani in der Toskana und Vincenzo de Luca in Kampanien.

### Parteigründung und Kommunalwahlen 2021
Am 12. April 2021 trat die Europaabgeordnete Eleonora Evi von der 5-Sterne-Bewegung zu Europa Verde über.
Am 10. bis 11. Juli 2021 erfolgte in Chianciano die offizielle Parteigründung und die Wahl des Parteivorstands. Diesem gehören der langjährige Abgeordnete und Senator Marco Boato sowie Fiorella Zabatta als Parteivorsitzende (Presidente) und Eleonora Evi sowie der ehemalige FdV-Abgeordnete Angelo Bonelli als Parteisprecher (Portavoce) an. Schatzmeister ist Francesco Maria Alemanni.
Bei den Kommunalwahlen unterstützte Europa Verde in Rom mit einer eigenen Liste den PD-Kandidaten Roberto Gualtieri und in Mailand den im März 2021 zu den Grünen übergetretenen Beppe Sala.

### Präsidentschaftswahl und Mitgliederzuwachs 2022
Anfang 2022 kündigte Europa Verde an, im Hinblick auf die anstehende Wahl des neuen Präsidenten der Republik als Nachfolger von Sergio Mattarella, mit Sinistra Italiana zusammenarbeiten zu wollen, um eine Mitte-links-Kandidatur zu unterstützen und einen Einzug Silvio Berlusconis in den Quirinalspalast zu verhindern.
Mit dem Parteieintritt von Paolo Romano und Elisa Siragusa (vormals M5S) sowie Devis Dori (vormals Art. 1) ist Europa Verde seit dem 23. Januar in der Abgeordnetenkammer des italienischen Parlaments vertreten. Am 9. Februar schließt sich auch der Abgeordnete Cristian Romaniello (vormals M5S) an.

### Europawahl 2024
Wie bereits bei der Parlamentswahl 2022 trat Europa Verde bei der Europawahl 2024 gemeinsam mit Sinistra Italia im Wahlbündnis Alleanza Verdi e Sinistra (AVS) an. Mit knapp 6,8 Prozent errang die AVS drei Mandate im 10. Europäischen Parlament. Besonderes Aufsehen erregte die Listennominierung Ilaria Salis’, die zum Zeitpunkt in Ungarn unter Arrest stand und erst durch ihre Wahl politische Immunität errang.